# Ihor Bendowski
Ihor Bendowski (ukr. Ігор Бендовський; ur. 6 października 1981 w Odessie) – ukraiński piłkarz, grający na pozycji pomocnika.

## Kariera piłkarska

### Kariera klubowa
Wychowanek DJuSSz-6 w Odessie. Pierwszy trener – Ołeksandr Władimirow. W wieku 9 lat został przyjęty do Szkoły Piłkarskiej Czornomorca Odessa. Latem 1997 wyjechał do Niemiec na testy, gdzie w ciągu 4 dni otrzymał propozycję pozostania w strukturze Borussii Dortmund. Rozpoczął karierę piłkarską w składzie drugiej drużyny Borussii. Następnie bronił barw klubów Borussia Fulda, SC Fortuna Kolonia i Bayer Leverkusen II. W 2007 przeszedł do Dynama Drezno. W 2009 występował w SV Wilhelmshaven. W styczniu 2010 powrócił do klubu Rot-Weiss Essen, ale już latem przeniósł się do KFC Uerdingen 05.

### Kariera reprezentacyjna
W 1998 bronił barw reprezentacji Ukrainy U-16. Na Mistrzostwach Europy U-18 rozgrywanych w 2000 roku w Niemczech występował w juniorskiej reprezentacji Ukrainy.

## Sukcesy i odznaczenia

### Sukcesy reprezentacyjne
- wicemistrz Europy U-18: 2000